# Дейв Бінг
Дейв Бінг (англ. Dave Bing, нар. 24 листопада 1943, Вашингтон, США) — американський професіональний баскетболіст, що грав на позиції розігруючого захисника за декілька команд НБА, зокрема за «Детройт Пістонс», яка навіки закріпила за ним ігровий №21. Найцінніший гравець НБА 1976 року. По завершенні спортивної кар'єри — підприємець та 74-й мер Детройта.
1990 року введений до Баскетбольної Зали слави.

## Ігрова кар'єра
Починав грати у баскетбол у команді старшої школи Спінгерна (Вашингтон). На університетському рівні грав за команду Сірак'юс
(1963–1966). Протягом всієї студентської кар'єри був найрезультативнішим гравцем команди.
1966 року був обраний у першому раунді драфту НБА під загальним 2-м номером командою «Детройт Пістонс». За підсумками дебютного сезону в лізі був визнаний Новачком року в НБА. Наступного року став найрезультативнішим гравцем НБА, набравши 2,142 очки. Загалом за час, проведений у Детройті, сім разів брав участь у матчах всіх зірок. Захищав кольори команди протягом 9 сезонів.
З 1975 по 1977 рік також грав у складі «Вашингтон Буллетс».
Останньою ж командою в кар'єрі гравця стала «Бостон Селтікс», до складу якої він приєднався 1977 року і за яку відіграв один сезон.

## Кар'єра підприємця
1980 року відкрив компанію Bing Steel та винайняв склад для роботи, позичивши 250 тис. доларів та вклавши своїх 80 тис. доларів. Втративши за півроку всі кошти, компанія перейшла від виробництва до посередництва. Залучивши до співпраці такого клієнта як General Motors, компанія отримала прибуток у 4,2 млн. доларів на другий рік свого існування. До 1985 року було відкрито дві фабрики, де працювало 63 співробітника, та які генерували 40 млн. доларів прибутку. 2009 року Бінг продав Bing Steel.

## Політична кар'єра
2009 року як позапартійний, висунув свою кандидатуру на виборах мера Детройта та виграв їх, ставши 74-м мером міста. Протягом його каденції Детройт увійшов в історію, як найбільше місто, яке оголосило банкрутство.